# Willa (film)
Willa è un film del 2012 diretto da Christopher Birk.
Il soggetto della pellicola, di genere horror, è tratto dal racconto Willa contenuto nella raccolta Al crepuscolo di Stephen King. L'anteprima del film ebbe luogo il 28 giugno 2013 all'Interrobang Film Festival negli USA.